# Стоунер, Шерри
Шерри Линн Стоунер — американская актриса, аниматор и писатель. Также она озвучила Слэппи в детском телесериале «Аниманьяки».

## Биография
Много работала в анимации. Была сценаристом и продюсером таких анимационных шоу 1990-х годов, как Tiny Toon Adventures и Animaniacs. Вероятно, наиболее известна благодаря шоу Animaniacs, для которого создала и озвучила белку Слэппи, сварливую мультяшную белку на пенсии. Живёт и работает в Лос-Анджелесе.
В соавторстве с Диной Оливер написала сценарий фильма «Каспер» для Universal, была в штате сценаристов анимационного фильма «Каспер — Дружелюбное привидение» 1996 года, также известного как «Новые приключения Каспера». Стоунер и Оливер написали сценарий диснеевского фильма «Мой любимый марсианин», основанного на оригинальном телесериале 1960-х годов.
Стоунер послужила эталонной моделью для анимации главной героини Ариэль в диснеевском мультфильме «Русалочка», а также Белль в «Красавице и чудовище». Ариэль часто закусывает нижнюю губу, и это была манера Стоунер, подмеченная аниматорами.
Работа Стоунер на телевидении в прямом эфире включает повторяющуюся роль Рэйчел Браун Олесон в 9-м сезоне сериала «Маленький домик в прериях», а также появление в фильмах «Она написала убийство» и «Тихая пристань». Она работала с Томом Рюггером в качестве сценариста в диснеевском сериале «7 гномов».
На большом экране Стоунер снялась вместе с Уэнди О. Уильямс в культовом фильме 1986 года «Девушки из исправительной колонии» . Она также была участницей импровизационной труппы The Groundlings в Лос-Анджелесе.